# Берестя (хокейний клуб)
Хокейний клуб «Берестя» — професіональний хокейний клуб з Берестя, Білорусь. Заснований 2000 року. Виступає в Білоруській екстралізі.
У найсильнішому дивізіоні чемпіонатів Білорусі виступає з сезону 2001—02. Найвище досягнення «Бреста» — 2-е місце в сезоні 2023—24. Команда — переможець четвертого турніру, присвяченого пам'яті колишнього голови Гродненського облвиконкому Олександра Дубка (2005), дворазовий переможець меморіалу Людвіка Чаховського в Торуні (2005, 2007); переможець «Турніру чотирьох» у Даугавпілсі (2005).

## Досягнення
Чемпіонат Білорусі
- Срібний призер (1): 2024